# Мітличка Біберштайна
{{#ifeq:0|0|{{#if:Colpodium biebersteinianum|{{#if:|[[]}}|[[]]}}}}
Мітличка Біберштайна (Colpodium biebersteinianum, syn. Zingeria biebersteiniana) — вид трав'янистих рослин з родини злакові (Poaceae), поширений у південно-східній Європі й західній Азії.

## Опис
Однорічна рослина 16–40 см. Листки плоскі, 1.5–4 см завдовжки, 0.5–1.5 мм завширшки. Волоть 8–15 см завдовжки, 2.5–14 см шириною. Колоски 1-квіткові, стислі зі спинки, 1–1.5 мм завдовжки.

## Поширення
Поширений у Криму, південному сході європейської частини Росії, Казахстані, Туреччині, Сирії.
В Україні вид зростає на сирих луках, біля водойм — у Криму, дуже рідко.

## Загрози й охорона
Загрози не встановлені. Занесений до Червоної книги Україні в статусі «Зниклий в природі». Вирощується в Нікітському ботанічному саду, розпочаті роботи з відновлення виду в Криму.